# Ramusella aepyornis
Ramusella aepyornis är en kvalsterart som beskrevs av Sandór Mahunka 1994. Ramusella aepyornis ingår i släktet Ramusella och familjen Oppiidae. Inga underarter finns listade i Catalogue of Life.